# Chasing Rainbows (film 1919)
Chasing Rainbows è un film muto del 1919 diretto da Frank Beal. La sceneggiatura di Ruth Ann Baldwin si basa sul romanzo Sadie di Karl Harriman pubblicato a New York nel 1907.

## Produzione
Il film fu prodotto dalla Fox Film Corporation.

## Distribuzione
Distribuito dalla Fox Film Corporation, il film uscì nelle sale cinematografiche USA il 10 agosto 1919.